# Miguel Ángel Jiménez Godínez
Miguel Ángel Jiménez Godínez (10 de junio de 1966) es un político y diplomático mexicano, presidente fundador del Partido Nueva Alianza, diputado federal a la LX Legislatura del Congreso de la Unión de México y coordinador del grupo parlamentario del Partido Nueva Alianza.

## Biografía
En el servicio público del gobierno federal mexicano fue asesor de la Secretaría de Gobernación, director en la asesoría técnica de Presidencia de la República, y director general de la Lotería Nacional del 1 de febrero de 2009 al 25 de mayo de 2009 En enero de 2010 Miguel Ángel Jiménez recibió de parte de la Secretaria de Relaciones Exteriores del Gobierno Federal el nombramiento como Jefe de la Sección Política con el cargo de Ministro de Asuntos Parlamentarios y Derechos Humanos en la Embajada de México ante el Reino Unido de Gran Bretaña e Irlanda del Norte.  
Es Maestro en Planeación Regional y Urbana y doctor en Economía Regional por la London School of Economics and Political Science de Londres, Inglaterra con la tesis doctoral Global Change and Local Economic Restructuring the case of Mexico City http://etheses.lse.ac.uk/3080/. Egresado de Ciencia Política del Instituto Tecnológico Autónomo de México (ITAM) en donde ha sido profesor al igual que en el Instituto de Estudios Superiores de Monterrey (ITESM) plantel Ciudad de México, en Xochimilco. Consultor en asuntos de desarrollo urbano y rural, pobreza y educación de organismos internacionales como Banco Mundial y el Banco Interamericano de Desarrollo. Miembro de la Royal British Geographical Society Archivado el 19 de agosto de 2013 en Wayback Machine., y del Consejo Mexicano de Asuntos Internacionales (COMEXI).
Fue Editorialista de los periódicos El Universal, El Financiero y El Centro. Investigador visitante del Woodrow Wilson Center for Scholars en Washington D. C. desde 2013. Sus publicaciones incluyen: Globalización, Reestructuración Industrial y Decentralización en México, Ed. Porrúa 2008; Agenda Gobal México XXI, Ed. Porrúa 2009. Su más reciente publicación es Labour market integration within the NAFTA region: Beyond the rhetoric: Wilson Centre, 2014.